# Il professor Layton e la maschera dei miracoli
Il professor Layton e la maschera dei miracoli (レイトン教授と奇跡の仮面?, Reiton-kyōju to kiseki no kamen), è un videogioco rompicapo sviluppato dalla Level-5 per Nintendo 3DS. È il quinto episodio della serie del Professor Layton. Il gioco è un prequel della serie, ambientato dopo gli eventi de Il professor Layton e il richiamo dello spettro. Nel corso della conferenza stampa della Nintendo il 29 settembre del 2012, sono stati lanciati nuovi screenshot e un trailer del gioco, mostrando i vari cambiamenti in 3D.
Il gioco può essere scaricato anche dal Nintendo eShop. Le persone che lo hanno acquistato dallo store online e si sono registrate nel club Nintendo prima del 6 gennaio 2013, hanno ricevuto gratuitamente un gioco per virtual console, Donkey Kong: Edizione Originale.
Il 6 febbraio 2013 nel Nintendo eShop giapponese è uscita una versione del gioco estesa, intitolata Reiton-kyōju to kiseki no kamen Plus (Il professor Layton e la maschera dei miracoli Plus). Sono state aggiunte nuove caratteristiche, tra le quali nuovi filmati, tutorial bonus e suggerimenti per i giocatori più giovani, tre slots per salvataggi (già disponibili nella versione occidentale) e nuovi enigmi.

## Modalità di gioco
Come i precedenti giochi della serie del Professor Layton, in Il professor Layton e la maschera dei miracoli il giocatore in vari punti del gioco troverà enigmi da risolvere. Risolvendoli si guadagneranno picarati, ovvero dei punti che serviranno per accedere a dei contenuti bonus. Inoltre risolvendo i puzzle senza parecchi errori si guadagneranno più picarati. Le monete aiuto possono essere trovare in giro per il gioco e serviranno per sbloccare aiuti se il giocatore si trova in difficoltà.
Vi sono state alcune modifiche apportate, per esempio i personaggi e gli ambienti ora sono in grafica 3D. A differenza dei giochi precedenti, in cui i giocatori interagiscono direttamente con l'ambiente dal touch screen, i giocatori ora utilizzano il touch screen per controllare una lente di ingrandimento per esplorare l'ambiente visualizzato sullo schermo superiore. Quando la lente di ingrandimento passa sopra qualcosa di interessante, il giocatore può toccare il touch screen per ispezionarlo, avviare una conversazione con i personaggi o accumulare le monete aiuto. Alcune aree possono essere ingrandite per poter ispezionare più aree. I puzzle sono ancora controllati col touch screen, anche se molti hanno grafica 3D e sono visualizzati sullo schermo superiore.

## Trama
Il professor Hershel Layton e il suo apprendista Luke sono a Montedore, dove assistono alla tradizionale parata circense della città. In quel momento un misterioso uomo vestito elegantemente di bianco e con su una maschera si presenta davanti alla folla. Egli si fa chiamare Gentiluomo Mascherato e avverte che Montedore sarà distrutta e solo chi si piegherà al suo potere sarà risparmiato. Subito dopo, con un "miracolo", tramuta delle persone in pietra.
Luke, Layton e la sua assistente Emmy Altava sono a Montedore, siccome il professore ha ricevuto una lettera d'aiuto da parte di una sua vecchia compagna di scuola, Angela Ledore, in cui gli chiede di aiutarla a combattere la Maschera del caos. I tre si recano alla villa dei Ledore, dove vengono accolti da Angela che inizia a spiegare alcuni dettagli sull'apparizione del Gentiluomo. Il professore però si domanda come possa egli possedere la Maschera del caos, un oggetto che era stato rinvenuto dal suo amico Randall Ascot poco prima della sua scomparsa, ma Angela spiega che suo marito Erik, fondatore di Montedore, l'aveva rinvenuta durante la spedizione di recupero di Randall.
Layton, Luke ed Emmy si dirigono all'hotel Dromedario, dove il professore inizia a raccontare la vicenda del ritrovamento della maschera, risalente a 18 anni addietro, quando lui frequentava ancora il liceo e viveva in un piccolo paese di campagna noto come Stansbury, insieme ai genitori Archibald e Lucille. Lì ci viveva anche il suo migliore amico Randall; all'epoca Erik era il domestico degli Ascot mentre Angela era la fidanzata di Randall. Un giorno quest'ultimo si interessò a studiare un'antica civiltà, gli Aslant. Quella sera Randall aveva invitato Hershel e Angela a raggiungerlo di nascosto a casa sua dove mostrò loro di aver rinvenuto la Maschera del caos.
La mattina seguente, Layton dubita che chiunque sia il Gentiluomo Mascherato potrebbe covare rancore nei confronti di Erik, e allo stesso tempo trarre beneficio dal caos scatenato; secondo Angela, solo un uomo corrisponde a tale descrizione: Alphonse Dalston, rivale in affari di Erik. Arrivati al maniero, i tre vengono accolti da Dalston, che però li respinge brutalmente quando scopre dei loro sospetti su di lui; in quel momento però giunge per lui una lettera dal Gentiluomo Mascherato e il professore ne riceve una uguale. Secondo la lettera il prossimo miracolo avverrà quella sera a Montsarton Plaza.
Il professore, Emmy e Luke prendono parte alla riunione della polizia in cui si cerca di fare luce sui colpi del Gentiluomo. Con l'aiuto del commissario Sheffield, degli ispettori Grosky e Leonard Bloom e del corpo di polizia di Montedore, Layton analizza i casi e dimostra come in ogni episodio il Gentiluomo avesse messo a punto dei giochi di prestigio con l'aiuto di diversi complici.
Calata la notte il trio si reca a Montsarton Plaza per assistere al prossimo "miracolo"; all'orario stabilito il Gentiluomo Mascherato fa la sua entrata in scena camminando nell'aria e poco dopo altri passanti iniziano a levitare fino a sparire nel cielo. Il Gentiluomo da quindi appuntamento al suo prossimo miracolo che avverrà nel parco dei divertimenti di Strampalandia e suggerisce che forse l'unico modo per contrastare la Maschera del caos potrebbe essere un'altra maschera. Angela sospetta che si tratti di quella che la leggenda identifica come la Maschera dell'ordine e insiste affinché Layton l'aiuti a trovarla; nel frattempo Erik fa arrestare Dalston, con l'accusa di essere il Gentiluomo.
All'albergo, Layton procede con il suo racconto spiegando come quella sera Randall avesse condotto lui ed Angela al Muro di Norwell, una parete con incisioni Aslant situata ai confini di Stansbury. In questa occasione aveva rivelato di aver trovato l'entrata per le rovine di Akubadain, dove aveva rinvenuto la Maschera del caos ed aveva intenzione di tornarci per recuperare "l'altra Maschera". Angela inizialmente si era opposta a quest'idea, temendo di perdere Randall, ma alla fine acconsentì, rassicurata sia da Erik che da Hershel. Al mattino del terzo giorno, l'ispettore Bloom annuncia che la polizia ha risolto il miracolo della pietrificazione: le statue erano state nascoste nel gigantesco pallone a forma di clown al centro della parata ed erano state trasportate tramite un carro.
Tornato alla villa Ledore il professore espone a Erik i suoi sospetti venendo poi cacciato via; Layton inizia anche a nutrire sospetti su Angela per via del suo strano comportamento recente. La sera i tre si recano a Strampalandia per assistere al miracolo e apprendono che il Gentiluomo si nasconde nel centro di comando del parco, la Torre strampalata. Al gruppo si uniscono anche Erik e Angela, e tutti e cinque assistono all'apparizione del Gentiluomo; dopo averlo inseguito invano all'interno della torre, Layton e gli altri scoprono che tutti i presenti a Strampalandia sono scomparsi. Tuttavia, dopo aver nuovamente indagato all'interno della torre, scoprono che tutti i clienti sono tornati al loro posto e secondo Grosky non è successo niente in loro assenza.
Tornati all'albergo, Luke ed Emmy terminano di ascoltare il racconto del professore sulla sua esplorazione delle rovine di Akubadain. Quel giorno, Hershel e Randall avevano trovato l'ingresso ad Akubadain. Una volta arrivati al piano più basso delle rovine, i due amici avevano trovato l'ingresso alla camera dove si trovava il tesoro degli Aslant. In quel momento una forte scossa iniziò a far crollare il pavimento, e Randall stava per cadere in un precipizio con Hershel che lo teneva per mano; il futuro professore implorò il suo amico di lasciare andare la Maschera del caos e liberare così l'altra mano con cui sarebbe riuscito a salvarsi, ma Randall tentò di passargli la Maschera finendo per cadere nel burrone, insieme al reperto archeologico. Deluso di non essere riuscito a mantenere la promessa fatta ad Angela di proteggere Randall, Hershel decise di lasciare Stansbury, trasferendosi a Londra, mentre Angela trovò conforto in Erik con il quale alla fine si sposò.
Il mattino seguente, Layton e gli altri decidono di recarsi a Strampalandia per capire come si è svolto il miracolo della sera precedente; lungo la via fanno anche visita a Dalston che è stato rilasciato. A Strampalandia il trio esamina la torre di controllo che si scopre contenere un pavimento rotante: quella notte, col buio, il gruppo non si era accorto del movimento del pavimento sottostante ed erano usciti da un'altra porta che li ha condotti ad un'esatta replica di Strampalandia. I tre scoprono poi che solo Erik potrebbe autorizzare un simile progetto, e che il signor Ledore ha ricevuto la sua fortuna grazie ad un altro garante. Al loro ritorno a villa Ledore, Layton rivela ad Erik la sua scoperta e svela il segreto dietro al miracolo della levitazione: le persone che avevano preso il volo erano in realtà complici legati a dei palloni aerostatici che hanno usato dei teli dello stesso colore del cielo notturno per simulare la loro sparizione, mentre il Gentiluomo stava camminando su un filo teso sopra la piazza.
Erik è sempre più seccato dei sospetti del suo amico e non aveva idea della replica di Strampalandia; Layton pertanto si convince che effettivamente egli potrebbe essere innocente, cosa che viene confermata da Lady Ascot, la madre di Randall. Layton e gli altri illustrano le loro scoperte al capo Sheffield, dopodiché giunge da Grosky la notizia dell'avvistamento del Gentiluomo Mascherato nel più grande hotel della città: il Reunion Inn. Arrivati al Reunion Inn, Layton, Luke ed Emmy vengono accolti da Vladimir, contabile dei Ledore e gestore dell'albergo. Egli mostra al trio l'ufficio privato di Erik, dove sono conservate tutte le informazioni sulla spedizione di recupero di Randall; essa aveva come punto di ritrovo proprio il Reunion Inn e attirò così tante persone che finì per nascere in quel luogo sperduto nel nulla un'intera città. Layton trova inoltre nel ripostiglio la vera Maschera del caos, nascosta lì perché non venisse recuperata dal Gentiluomo, che ne indossa una copia.
Quando il gruppo fa ritorno alla reception, nell'hotel si verifica un blackout: mentre cercano di ripristinare la corrente, Layton e gli altri trovano diversi enigmi scritti lasciati dal Gentiluomo a formare una sorta di caccia al tesoro. Il gruppo viaggia per l'albergo trovando diversi biglietti in cui il Gentiluomo ha lasciato scritte diverse storie che hanno quasi tutte come argomento la storia di amicizia di due persone, distrutta dal tradimento di una delle due nei confronti dell'altra. Il professore e il suo gruppo, raggiunti da Angela ed Erik, seguendo l'ultimo indizio si recano nell'auditorium, dove il Gentiluomo proietta il finale della storia e rapisce Luke.
Dopo aver salvato il ragazzo, Layton ordina al Gentiluomo di smascherarsi, dato che ormai ha compreso la sua identità. Il Gentiluomo lo accontenta e dietro la sua maschera rivela il volto di Randall Ascot. Randall spiega che la sua caduta ad Akubadain fu attutita da un fiume sotterraneo che lo portò, privo di sensi, alla riva di un villaggio dove restò per molti anni. Un giorno ricevette una lettera da un misterioso individuo che gli rivelò la verità del suo passato alimentando il suo desiderio di vendetta nei confronti di Erik, reo di averlo tradito prendendosi la sua fortuna e la sua ragazza. Il misterioso personaggio lo aiutò a mettere in scena i giochi di prestigio del Gentiluomo Mascherato; ora l'ultimo "miracolo" consiste nella distruzione totale di Montedore, che inizia ad essere sommersa dalla sabbia. Mentre Sheffield e Grosky guidano l'evacuazione della città con l'aiuto di Erik e Dalston, Layton scova una botola che conduce in un sotterraneo in cui si trova un meccanismo Aslant.
Layton rivela che la Maschera del caos originale presenta un meccanismo ad incastro per dividerla in due Maschere complementari, quella del caos e quella dell'ordine: con esse il professore e Angela risolvono l'enigma legato al meccanismo e impediscono così la distruzione della città. Il gruppo si riunisce a Montsarton Plaza, dove Randall si scaglia con rabbia contro Erik continuando a rinfacciargli le sue colpe, ma Layton spiega al suo amico che Erik non lo ha mai tradito e che lui è stato manipolato dalla vera mente dietro al Gentiluomo Mascherato, che si rivela essere Angela, in realtà Jean Descole. È stato lo scienziato a far ritornare a Randall la memoria per poi usarlo per creare scompiglio mentre lui cercava indisturbato le maschere. Descole si era sostituito ad Angela il giorno dopo l'arrivo di Layton, ed Hershel aveva subito iniziato a sospettare di lei per il suo comportamento anomalo. La conferma arrivò quando Layton trovò Angela rinchiusa nel ripostiglio del Reunion Inn: da allora Angela è sempre rimasta insieme al gruppo travestita come Vladimir.
Mentre Descole fugge, Randall è ancora furioso con Angela per il suo matrimonio con Erik, ma la donna spiega che in realtà i due non hanno mai convolato a nozze, ed Erik aveva investito tutte le sue forze nella missione di recupero di Randall. Sul posto giunge Lady Ascott che spiega al figlio come Erik si sia preso cura di lei e della città, che fu edificata sulla fortuna di Randall. Commosso Randall si pente per le sue azioni, quando all'improvviso un'altra scossa di terremoto provoca una voragine nel terreno e Randall rischia di precipitare sul fondo. Layton afferra la mano del suo amico e, come 18 anni addietro, gli chiede di tendergli anche l'altra mano; Randall però non crede di meritare di essere salvato ma Erik ed Hershel insieme riescono a tirarlo su e lo spronano ad andare avanti e lasciare alle spalle gli errori del passato.
Randall riprende così la sua vita a fianco di Erik ed Angela; all'alba del quinto giorno Layton, Luke ed Emmy si apprestano a lasciare Montedore, riconoscendo come essa sia davvero "la città dei miracoli", fondata su un'amicizia incrollabile. Nella scena dopo i titoli di coda Descole ammira con orgoglio il Sotterraneo infinito di Akubadain, il più grande tesoro di Montedore, ritornato alla luce dopo la risoluzione dell'enigma delle Maschere. Degli uomini armati irrompono sul luogo guidati da un misterioso individuo, il quale reclama il sito Aslant come proprietà della Targent. L'uomo misterioso è soddisfatto: ora la Targent possiede anche il Sotterraneo infinito e, adesso che sono sempre più vicini a svelare il segreto degli Aslant, la sua resa dei conti con Layton è imminente.

## Personaggi
Elenco dei personaggi principali.
- Professor Hershel Layton: l'abilità che possiede nel risolvere enigmi e misteri lo ha portato ad una reputazione e fama altissima. È un professore di archeologia presso l'università Gressenheller. Ha 35 anni e indossa sempre la sua ormai famosa tuba. Prima però non gli interessava l'archeologia. È stata la scomparsa del suo amico Randall a farlo diventare un archeologo.
- Luke Triton: apprendista di Layton e il figlio di Clark Triton, fidato amico del professore. Accompagna Layton in tutte le sue avventure. Si rivela molto utile quando si tratta di risolvere enigmi. Ha anche un'abilità speciale: capisce gli animali e interagisce con loro.
- Emmy Altava: ha 25 anni ed è l'assistente del professor Layton, ha lo spirito da lottatrice. È descritta come un'eroina.
- Angela Ledore: Ha scritto una lettera al professor Layton chiedendogli aiuto riguardo al mistero. Ha 35 anni anche se non li dimostra. Ha sposato Erik Ledore, e a quanto pare sembra che all'età di 17 anni avesse una relazione con Randall.
- Randall Ascot: Era il migliore amico del professore ai tempi della scuola e lo convinceva a fare spedizioni per trovare qualcosa di importante. È scomparso e sono passati diciotto anni dalla sua scomparsa quando il professore rivede Angela. È stato lui a trovare la Maschera del caos. Prima che il professore, diciassettenne, si trasferisse a Stansbury, passava molto tempo con Dalston, Erik e Angela.
- Erik Ledore: ha 35 anni. Attraverso il successo della città, adesso è un milionario ed è anche il fondatore di Montedore.
- Leon Bronev: quest'uomo è avvolto nel mistero. È a capo della Targent, conosce il rapporto tra il professore e Descole e cerca di ottenere il tesoro della civiltà Aslant.
- Jean Descole: la cattiveria di quest'uomo è ancora sconosciuta. Egli conosce Layton, anche se non si conosce il perché. Sembra stia cercando di svelare il mistero della civiltà Aslant per scopi personali.
- Ispettore Grosky: ispettore di polizia muscoloso e rapido nella corsa.Ama molto lavorare a Scotland Yard.
- Ispettore Sheffield: ispettore di Montedore. Sheffield affronta i criminali a viso aperto e i suoi uomini ammirano il suo impeto focoso
- Ispettore Leonard Bloom: giovane poliziotto prodigio inviato da Scotland Yard. Il suo vero scopo è quello di aiutare Bronev e la Targent a impossessarsi della Maschera.
- Elizabeth
- Gentiluomo mascherato
- Arthur: padre del professor Layton.
- Lucille: madre del professor Layton.
- Alphonse Dalston: ricco magnate di Montedore. Ama molto gli animali. È il proprietario di diversi hotel.
- Lady Ascot: madre di Randall